# Список насекомых, занесённых в Красную книгу Узбекистана
Насекомые, занесённые в Красную книгу Узбекистана, — список из видов и подвидов насекомых, включённых Красную книгу Узбекистана издания 2009 года.

## История
Вопрос об охране редких беспозвоночных животных, и насекомых в том числе, в общегосударственном масштабе на территории стран, входивших в состав СССР, стал подниматься лишь в 1980-х годах. После Октябрьской революции 1917 года, несмотря на всеобщее развитие энтомологии, охрана насекомых на территории стран СССР, в состав которых входил и Узбекистан, долгое время оставалась на месте, в то время как активное развитие сельского хозяйства и промышленности вело к интенсивному уничтожению естественных биотопов. Насекомые не были включены в первое издание Красной книги СССР, вышедшей в 1978 году. Во второе же издание Красной книги, увидевшее свет в 1984 году, были включены 202 вида насекомых.
Издание «Красной книги Узбекистана», тогда ещё как республики СССР, было учреждено в 1979 году, а издано в 1983—1984 годах под названием «Красная книга Узбекской ССР». В него было включено 163 вида редких и находящихся под угрозой исчезновения дикорастущих растений и 63 вида позвоночных животных. Насекомые, как и другие беспозвоночные, в него не были включены. Первая же самостоятельная редакция «Красной книги Узбекистана» вышла в 1998 году.
В 2009 году вышло четвёртое издание «Красной книги Узбекистана», включающее в себя 54 вида насекомых.
Три вида из списка также включены в Международную Красную книгу: дыбка степная (со статусом , как вид в уязвимом положении), червонец непарный (со статусом , как вид близкий к уязвимому положению), бражник прозерпина (со статусом , как вид, для оценки угрозы которого не хватает данных).

## Природоохранные категории
Национальная система категорий, применяемая в четвёртом издании Красной книги Узбекистана, основана на версии категорий и критериев Международной красной книги (Красного списка МСОП).
Природоохранные категории Красной книги Узбекистана
- 0 — По-видимому, исчезнувшие виды.
- 1 — Виды, находящиеся в опасном состоянии (находящиеся на грани полного исчезновения, исчезающие виды).
- 2 — Уязвимые виды (сокращающиеся в численности, естественно редкие).
- 3 — Находящиеся в состоянии, близком к угрожаемому.
- 4 — Недостаток данных (виды, неопределённые по статусу; не является категорией угрозы исчезновения).

## Список насекомых, занесённых в Красную книгу Узбекистана
Названия отрядов, семейств и видов приведены в алфавитном порядке.
| Иллюстрация                           | Название                                                              | Ареал и численность на территории Узбекистана. Замечания по систематике. | Охранный статус в Красной книге Узбекистана | Прим.         |
| ------------------------------------- | --------------------------------------------------------------------- | --- | ------------------------------------------- | ------------- |
| Отряд Двукрылые (Diptera)             |                                                                       | |                                             |               |
|                                       | Герингия (Heringia senilis)                                           | Урочища Аксаката (Чаткальский хребет), Хаят (хребет Нуратау). Населяет горные широколиственные леса на высоте 1300—1800 метров над уровнем моря. Численность сокращается и в различные годы варьирует от единичных особей до 1 особи на 100 м² в локальных популяциях. Лимитирующие факторы: вырубка древесно-кустарниковой растительности, уничтожение кормовых растений. | 2 категория                                 | [ 7 ]         |
|                                       | Журчалка Кожевникова (Chrysotoxum kozhevnikovi)                       | Чимган, Чаткальский заповедник (Чаткальский хребет), Акташ (хребет Каржантау), Хаят (хребет Нуратау). Населяет горные долины с пойменными широколиственными лесами и луго-степными склонами на высотах 1500—2000 метров над уровнем моря. Ранее вид был обычен, но за последние десятилетия его численность резко сократилась. Лимитирующие факторы: вырубка древесно-кустарниковой растительности, чрезмерный сенокос. | 2 категория                                 | [ 7 ]         |
|                                       | Журчалка пятиполосая (Eristalinus (Lathyrophthalmus) quinquelineatus) | Окрестности Аяк-Гужумды (Юго-Западный Кызылкум), окрестности Муйнака. Населяет травянисто-гребенщиковые тугаи в пустынных понижениях и котловинах, с близким залеганием грунтовых вод. В Аяк-Гужумды известны единичные особи, в окрестностях Муйнака имеется более многочисленные популяции. Численность сокращается из-за уничтожения травянисто-гребенщиковых тугайных сообществ в результате антропогенной деятельности. | 2 категория                                 | [ 8 ]         |
|                                       | Журчалка рыжеволосая (Eumerus rufipilus)                              | Хаят (хребет Нуратау). Населяет щебнистые и мелкоземистые горные склоны в зоне сухих разнотравных степей. Известны единичные особи. Лимитирующие факторы: вырубка древесно-кустарниковой растительности, исчезновение мест обитания вида. | 2 категория                                 | [ 8 ]         |
|                                       | Журчалка серно-жёлтая (Spilomyia sulphurea)                           | Хаят (хребет Нуратау), окрестности Самарканда. Населяет горные широколиственные, чаще орехово-плодовые леса с дуплистыми и трухлявыми деревьями. В Нуратинской популяции отмечено 3—17 учтённых особей за сезон. Лимитирующие факторы: вырубка старых дуплистых деревьев, уничтожение мест обитания вида. | 2 категория                                 | [ 8 ]         |
|                                       | Журчалка ферульная (Eumerus ferulae)                                  | Эндемик Узбекистана. Известен из окрестностей поселка Аяк-Гужумды в Юго-Западном Кызылкуме. Населяет пустынные подгорные равнины, поросшие полынником. Известны только лишь единичные особи. Лимитирующие факторы: хозяйственное освоение человеком целинных земель в пустынной зоне, их распашка | 2 категория                                 | [ 7 ]         |
| Отряд Жесткокрылые (Coleoptera)       |                                                                       | |                                             |               |
|                                       | Антия Маннергейма (Anthia mannerheimi)                                | Северо-западная часть песков Сундукли у Аму-Бухарского канала. Жуки встречаются на закреплённых и полузакреплённых песчаных почвах. Вид приурочен к межгрядовым котловинам. В Узбекистане известен по малочисленным находкам. В последние 50 лет вид стал реже встречаться в местах, затронутых антропогенной деятельностью. В некоторых наиболее освоенных районах, по-видимому, исчез. Численность сокращается из-за хозяйственного освоения человеком целинных земель. | 1 категория                                 | [ 9 ] [ 10 ]  |
|                                       | Жужелица Зарудного (Carabus (Cyclocarabus) zarudnyi)                  | Эндемик Узбекистана. Окрестности поселка Карангитугай, Маштак в долине реки Пскем (Угамский, Пскемский хребет). Населяет горные сухие разнотравные степи с редкой древесно-кустарниковой растительностью. Вид известен по малочисленным находкам. Лимитирующие факторы: уничтожение природных мест обитания вследствие вырубки древесно-кустарниковой растительности, чрезмерного сенокоса, а также широкое использование ядохимикатов. | 2 категория                                 | [ 9 ]         |
| Фотографии согдийской жужелицы        | Жужелица согдийская (Carabus (Goniocarabus) sogdianus)                | Зеравшанский хребет, верховья реки Танхаздарья (Гиссарский хребет). Встречается в горных долинах с широколиственными, преимущественно кленовыми, лесами. Вид известен по малочисленным находкам. Лимитирующие факторы: уничтожение природных мест обитания вследствие вырубки древесно-кустарниковой растительности, чрезмерного сенокоса, а также широкое использование ядохимикатов. | 2 категория                                 | [ 9 ]         |
| Фотография соломоновой златки         | Златка соломонова (Buprestis (Orthocheira) salomonii)                 | Окрестности городов Бухара, Каган, Самарканд, Турткуль, Ташкент, Фергана. Населяет тугайные леса и рощи вдоль русел равнинных рек, каналов, вблизи населенных пунктов. Ранее вид был весьма обычен, в последние десятилетия численность резко сократилась; в ряде мест полностью исчез. Лимитирующие факторы: вырубка перестойных и старых деревьев туранги, сокращение площади тугайных лесов. | 2 категория                                 | [ 11 ]        |
| Фотографии тугайной златки            | Златка тугайная (Eurythyrea oxiana)                                   | Окрестности города Нукус, поселков Даукара, Хатеп, заповедник Бадай-Тугай. Населяет туранговые тугайные леса и рощи вдоль рек. Вид всегда был малочисленным. В последние десятилетия отмечается резко сокращение численности. В ряде мест обитания вид полностью исчез. Причины изменения численности: сокращение площади тугайных лесов, вырубки старых деревьев туранги. | 2 категория                                 | [ 12 ]        |
|                                       | Кравчик ферганский (Lethrus bispinus)                                 | Эндемик Узбекистана. Встречается на юге Ферганской долины (Маргелан, Коканд), где населяет подгорные равнины и горные склоны с разнотравной растительностью. Вид известен по малочисленным находкам. Экземпляры, собранные после 1930-х крайне малочисленные. Численность сокращается из-за хозяйственного освоения человеком целинных земель в пустынной зоне. | 1 категория                                 | [ 12 ] [ 13 ] |
|                                       | Красотел Глазунова (Calosoma (Callisthenes) glasunovi)                | Эндемик Узбекистана. Все экземпляры были обнаружены только вдоль хребта Нуратау, около посёлков Искандер, Сентяб и Фариш. В районе Искандера, расположенного в окрестностях Самарканда, вероятно, вымер. Обитает на равнинах и горных склонах, покрытых разнотравной растительностью, в диапазоне 600—1000 метров над уровнем моря. Известен по малочисленным находкам. К лимитирующим численность вида факторам можно отнести чрезмерный сенокос и перевыпас, водную эрозию почвы, а также масштабное использование пестицидов. | 1 категория                                 | [ 15 ]        |
| Фотография скакуна галатея            | Скакун Галатея (Cephalota (Taenidia) galathea)                        | Реликтовый вид. Южные и северные склоны Ферганской долины: окрестности города Маргелан, посёлка Вуадиль, Кувасай, предгорья Чаткальского и Кураминского хребта. Населяет пустынные ландшафты в предгорной зоне (400—800 м н.у.м.). В начале XX века вид был весьма обычен. На юге Ферганской долины исчез в 1940-х годах. На севере страны известен лишь по малочисленным находкам. Численность сокращается из-за хозяйственного освоения человеком целинных земель в пустынно-предгорной зоне, ирригационного строительства. | 2 категория                                 | [ 15 ]        |
|                                       | Скарит туркестанский (Scarites (Scallophorites) turkestanicus)        | Центральная часть Ферганской долины. Встречается на закреплённых и полузакреплённых песчаных почвах. Вид приурочен к межгрядовым котловинам. В Узбекистане вид известен по малочисленным находкам. Численность сокращается из-за хозяйственного освоения человеком целинных земель в пустынной зоне. | 1 категория                                 | [ 12 ]        |
| Отряд Перепончатокрылые (Hymenoptera) |                                                                       | |                                             |               |
|                                       | Колия Павловского (Kohlia pavlowskii)                                 | Южный Кызылкум, окрестности поселка Талимарджан, возвышенность Алаудинтау в Каршинской степи. Населяет песчаные и глинистые участки. Численность повсеместно низкая. Встречается единичными особями. Численность сокращается из-за хозяйственного освоения человеком целинных земель в местах обитания вида. | 2 категория                                 | [ 16 ]        |
|                                       | Ларра закаспийская (Larra transcaspica)                               | Юго-Западный Кызылкум, окрестности Бухары, Хивы. Населяет глинисто-песчаные и солончаковые увлажненные участки в околоводных биотопах пустынь. Численность повсеместно низкая. Встречается единичными особями. Численность сокращается из-за хозяйственного освоения человеком целинных земель в местах обитания вида. | 2 категория                                 | [ 16 ]        |
|                                       | Лафирагогус Коля (Laphyragogus kohlii)                                | Бухарская, Кашкадарьинская, Сурхандарьинская области. Населяет песчаные участки пустынь, особенно в поймах рек. Численность повсеместно низкая. Встречается единичными особями. Численность сокращается из-за хозяйственного освоения человеком целинных земель в местах обитания вида. | 2 категория                                 | [ 16 ]        |
|                                       | Лестифорус горолюбивый (Lestiphorus oreophilus)                       | Западный Тянь-Шань, Западный Памиро-Алай. Степные и лугово-степные участки в низкогорьях и среднегорьях. Численность повсеместно низкая. Встречается единичными особями. Численность сокращается из-за хозяйственного освоения человеком целинных земель. | 2 категория                                 | [ 17 ] [ 18 ] |
|                                       | Прионикс траурный (Prionyx macula)                                    | На территории страны представлен подвидом Prionyx macula lugens Kohl, 1890. Пустыня Кызылкум, хребет Нуратау, Западный Памиро-Алай. Населяет пустынные песчаные, глинистые, солончаковые участки на равнинах и в низкогорьях; поймы рек в пустынной зоне. Численность повсеместно низкая. Встречается единичными особями. Численность сокращается из-за хозяйственного освоения человеком целинных земель в местах обитания вида. | 2 категория                                 | [ 19 ] [ 18 ] |
| Фотография прионикса Хаберхауэра      | Прионикс Хаберхауэра (Prionyx haberhaueri)                            | Западный Тянь-Шань, Западный Памиро-Алай, хребет Нуратау. Населяет пустынные щебнистые и глинистые участки низкогорий. Численность повсеместно низкая. Встречается единичными особями. Численность сокращается из-за хозяйственного освоения человеком целинных земель в местах обитания вида. | 2 категория                                 | [ 19 ]        |
|                                       | Прионикс чёрногребенчатый (Prionyx nigropectinatus)                   | Пустыня Кызылкум. Населяет песчаные участки пустыни. Численность повсеместно низкая. Встречается единичными особями. Численность сокращается из-за хозяйственного освоения человеком целинных земель в пустынной зоне. | 2 категория                                 | [ 17 ]        |
|                                       | Сцелифрон Шестакова (Sceliphron shestakovi)                           | Самарканд, предгорья Туркестанского хребта, Сиджак, низкогорья хребта Каржантау. Населяет долины рек в предгорьях и оазисы. Численность повсеместно низкая и сокращается из-за хозяйственного освоения человеком целинных земель в местах обитания вида. | 2 категория                                 | [ 19 ] [ 18 ] |
|                                       | Федченкия (Fedtschenkia indigotea)                                    | Окрестности поселка Аяк-Гужумды (Юго-Западный Кызылкум). Населяет песчано-глинистые участки и подгорные равнины пустынной зоны. Вид на территории страны известен лишь по малочисленным находкам. Численность сокращается из-за хозяйственного освоения человеком целинных земель в пустынной зоне. | 1 категория                                 | [ 20 ] [ 21 ] |
|                                       | Хлорион царский (Chlorion regale)                                     | Бухарская, Кашкадарьинская, Сурхандарьинская, Джизакская области. Населяет пустынные песчано-глинистые и щебнистые участки равнин и низкогорий. Численность низкая. Встречается единичными особями. Численность сокращается из-за хозяйственного освоения человеком целинных земель в пустынной зоне. | 2 категория                                 | [ 20 ]        |
|                                       | Эремохарэс удивительная (Eremochares mirabilis)                       | Юго-Западный Кызылкум, окрестности Бухары, Хивы. Населяет песчаные и солончаковые участки пустынной зоны. Численность повсеместно низкая. Встречается единичными особями. Численность сокращается из-за хозяйственного освоения человеком целинных земель в пустынной зоне. | 2 категория                                 | [ 17 ]        |
| Отряд Полужёсткокрылые (Hemiptera)    |                                                                       | |                                             |               |
|                                       | Краевик Лемана (Cercinthus lehmanni)                                  | Редкий вид. Хореземская, Ферганская, Джизакская области, Каракалпакстан. Встречается на закрепленных песчаных массивах пустынь. Численность повсеместно низкая. Известны малочисленные находки вида. Лимитирующие факторы: освоение целинных земель пустынной зоны, вследствие хозяйственной деятельности человека. | 2 категория                                 | [ 15 ]        |
|                                       | Хищнец Богданова (Stenolemus bogdanovi)                               | Ташкентская, Самаркандская, Сырдарьинская, Ферганская области. В первичных естественных местах обитания вида — равнинных и горных пойменных тугайных лесах в Узбекистане — вид не обнаружен. Сейчас хищнец Богданова обитает в нежилых хозяйственных постройках в небольших поселениях. Известны малочисленные находки вида. Лимитирующие факторы: сокращение площади предгорных пойменных лесов вследствие хозяйственной деятельности человека. | 2 категория                                 | [ 22 ]        |
|                                       | Хищнец Федченко (Reduvius fedtschenkianus)                            | Населяет пустынные районы Бухарской, Самаркандской, Джизакской и Кашкадарьинской областей, а также Ферганской долины. Численность повсеместно низкая. Лимитирующие факторы: хозяйственная деятельность человека, освоения целинных земель, распашка, перевыпас скота. | 2 категория                                 | [ 22 ]        |
| Отряд Прямокрылые (Orthoptera)        |                                                                       | |                                             |               |
|                                       | Дыбка степная (Saga pedo)                                             | Исчезающий локально распространённый вид. В Узбекистане известен из долины реки Джиндыдарья на Зерафшанском хребте. Встречается на горных сухих участках с луговой высокотравной и кустарниковой растительностью. Численность повсеместно низкая. Встречается в единичных экземплярах. Ареал и общая численность сокращаются в результате сельскохозяйственного использования земель. | 1 категория                                 | [ 23 ]        |
| Отряд Равнокрылые (Homoptera)         |                                                                       | |                                             |               |
|                                       | Червец карминоносный пальчатниковый (Porphyrophora cynodontis)        | Редкий вид. Встречается в Самаркандской области, Ферганской долине, где населяет песчано-глинистые, глинистые и солончаковые участки полупустынь, предгорий и речных долин. Ранее вид был обычен, но за последние десятилетия отмечается резкое сокращение численности. Последняя сокращается из-за хозяйственной деятельности человека в местах обитания вида. | 2 категория                                 | [ 23 ]        |
|                                       | Червец карминоносный горчаковый (Porphyrophora sophorae)              | Сокращающийся мозаично распространённый вид. Встречается в Самаркандской области, Ферганской долине, в окрестности Каттакургана, Самарканда и Бухары, где впервые найден в 1928 году, в окрестности Ферганы — в 1931 году. Населяет песчано-глинистые, глинистые и солончаковые участки полупустынь, предгорий и речных долин. Ранее вид был обычен, но за последние десятилетия отмечается резкое сокращение численности. Последняя сокращается из-за хозяйственной деятельности человека в местах обитания вида. | 2 категория                                 | [ 22 ]        |
| Отряд Стрекозы (Odonata)              |                                                                       | |                                             |               |
|                                       | Летодедка Кириченко (Anormogomphus kiritschenkoi)                     | Локально распространённый вид. Встречается в низовьях реки Сурхандарья у города Термез. Известен по единичным находкам. Личинки развиваются в реках с быстрым течением. Численность повсеместно низкая. В Узбекистане известен по малочисленным находкам. На численности вида пагубно сказывается загрязнение водоёмов, изменения стока рек при гидростроительстве и мелиоративных работах. | 2 категория                                 | [ 24 ]        |
| Отряд Чешуекрылые (Lepidoptera)       |                                                                       | |                                             |               |
|                                       | Белянка глауконома (Pontia glauconome)                                | На территории страны вид представлен подвидом Pontia glauconome iranica (Bienert, 1870). Массив Катта-Бесмель в хребте Бабатаг. Населят опустыненные каменистые горные склоны на высотах 400—1200 метров над уровнем моря. Численность низкая и в местной популяции достигает 10—20 учтенных особей за сезон, продолжает неуклонно сокращаться. Лимитирующие факторы: уничтожение природных мест обитания вида, уничтожение кормового растения гусениц — резеды бухарской (Reseda bucharica). | 1 категория                                 | [ 25 ]        |
|                                       | Бражник гиссарский (Acosmeryx naga hissarica)                         | Населяет окрестности посёлка Аманкутан, долины рек Джиндыдарья, Сайгус (Зарафшанский хребет), Туполангдарья, Сангардак (Гиссарский хребет). Населяет долины с древенистыми и кустарниковыми зарослями на высотах 1100—1600 метров над уровнем моря. Численность повсеместно низка. На территории Узбекистане вид известен по малочисленным находкам. Численность сокращается из-за уничтожения природных мест обитания и уничтожение кормовых растений гусениц (дикий виноград, виноградовник). | 2 категория                                 | [ 26 ]        |
|                                       | Бражник кульджинский (Sphingonaepiopsis kuldjaensis)                  | Западный Тянь-Шань, Зарафшанский хребет. Населяет среднегорные сухие разнотравные степные участки с древесно-кустарниковой растительностью. Численность повсеместно малочисленная и составляет до 20 учтенных особей за сезон в локальных популяциях. Численность неуклонно сокращается. Основные лимитирующие факторы: хозяйственная деятельность человека и уничтожение природных мест обитания вида. | 2 категория                                 | [ 27 ]        |
|                                       | Бражник прозерпина (Proserpinus proserpina)                           | На территории страны представлен подвидом Proserpinus proserpina japetus Groum-Grshimailo, 1890. Западный Тянь-Шань, долина реки Джиндыдарья (Зарафшанский хребет). Населяет горные сухие разнотравные степные участки с древесно-кустарниковой растительностью. Численность повсеместно низкая. На территории Узбекистана вид известен по малочисленным находкам. Основные лимитирующие факторы: хозяйственная деятельность человека, уничтожение природных мест обитания. | 2 категория                                 | [ 27 ]        |
|                                       | Бражник туранговый (Laothoe philerema)                                | Низовья реки Сурхандарьи в окрестностях города Термеза, реки Зарафшан (около Самарканда), реки Амударья (поселок Кызылрават). Населяет локальные биотопы с турангой в пойменных разреженных или зарослевых тугаях вдоль рек. Отмечены единичные особи. Поскольку вид является монофагом, его существование и распространение зависят от кормового растения — туранги. Численность и распространение вида лимитируются вырубкой и распашкой тугаев, разрушением местообитания. | 2 категория                                 | [ 26 ]        |
|                                       | Бражник ясеневый (Dolbina grisea)                                     | Редкий реликт третичного периода. Верховья реки Сангардакдарья (Гиссарский хребет) Населяет среднегорные долины и ущелья по берегам рек и ручьев на высотах 1100—2100 м над ур. м. В 1940-50-х годах вид был нередок, но в дальнейшем численность резко снизилась в связи с уменьшением числа кормовых растений. Основные лимитирующие факторы: хозяйственная деятельность человека, вырубка деревьев, уничтожение природных мест обитания, резкое сокращению естественных насаждений реликтового ясеня. | 2 категория                                 | [ 27 ]        |
| Фотография самца тугайной голубянки   | Голубянка тугайная (Glaucopsyche charibdis)                           | Поймы реки Сурхандарья у поселков Кокайты и Аккурган, реки Зеравшан у Самарканда, Приамударынские Кызылкумы, Центральная Фергана. Населяет туранговые тутайные леса, произрастающие вдоль равнинных рек и в их окрестностях; встречается по берегам оросительных каналов. Ранее вид был обычен, но за последние десятилетия его численность резко сократилась из-за уничтожения тугайных лесов и кормового растения вследствие хозяйственной деятельности человека. | 2 категория                                 | [ 28 ]        |
| Фотография Зорьки пламенной           | Зорька пламенная (Zegris pyrothoe)                                    | Чинк плато Устюрт. Встречается локально на песчано-галечниковых наносах в поймах равнинных рек, по берегам водоемов, крупных глинистых обрывах, закрепленных песчаных и глинистых массивах пустынь. Наиболее крупной является локальная популяция в северной части чинка Устюрта. Численность вида низкая и отмечается её снижение. Причиной сокращения численности является исчезновение мест обитания вида из-за антропогенной деятельности. | 1 категория                                 | [ 25 ]        |
|                                       | Коконопряд туранговый (Streblote fainae)                              | Поймы реки Сурхандарья у Денау, пойма Амударья у Ургенч, пойма Сырдарья у поселка Пунган. Встречается в туранговых тугайных лесах и рощах вдоль русел равнинных рек. Численность повсеместно низкая, за последние десятилетия отмечается её резкое сокращение. В Узбекистане вид известен по малочисленным находкам. Численность сокращается из-за уничтожения тугайных лесов. | 2 категория                                 | [ 26 ]        |
|                                       | Орденская лента Тимур (Catocala timur)                                | В Узбекистане известен из низовий реки Зарафшан. Населяет тугайные леса и рощи. Численность вида повсеместно на территории страны низкая и продолжает неуклонно сокращаться. На территории страны известен по малочисленным находкам. Численность сокращается из-за уничтожения природных мест обитания вида (тугайных лесов) в результате хозяйственной деятельности человека. | 2 категория                                 | [ 29 ]        |
|                                       | Орденская лента тугайная (Сatocala remissa)                           | Окрестности поселка Аяк-Гужумды (Юго-Западный Кызылкум) и Ташкента. Населяет туранговые тугайные леса и рощи вдоль рек. Численность вида повсеместно на территории страны низкая и продолжает неуклонно сокращаться. На территории страны вид известен по малочисленным находкам. Численность сокращается вследствие уничтожения тугайных лесов в результате хозяйственной деятельности человека. | 1 категория                                 | [ 20 ]        |
|                                       | Орденская лента туранговая (Catocala optima)                          | Пойма реки Амударья у города Турткуль. Населяет туранговые тугайные леса и рощи вдоль рек. Численность повсеместно низкая. На территории Узбекистана вид известен по малочисленным находкам. Численность сокращается вследствие уничтожения тугайных лесов в результате хозяйственной деятельности человека. | 2 категория                                 | [ 29 ]        |
|                                       | Парусник алексанор (Papilio alexanor)                                 | На территории страны встречается два подвида: Papilio alexanor voldemar Kreuzberg, 1989 (Западный Тянь-Шань) и Papilio alexanor hazarajatica Wyatt, 1961 (Западный Памиро-Алай). Численность повсеместно сокращается и варьирует от единичных особей до 1 особи на 100 м² в локальных популяциях. Строгая приуроченность к определённому типу биотопов сильно повышают уязвимость популяций. Лимитирующие факторы: уничтожение природных мест обитания вида, эндопаразитизм. | 2 категория                                 | [ 11 ] [ 30 ] |
|                                       | Пестрянка ферганская (Zygaena ferganae)                               | Узколокальный эндемик Узбекистана. Известен только по небольшой типовой серии, собранной в 1937-38 годах из окрестностей поселка Бешарык в южной части Ферганской долины. Больше вид никогда не отмечался, несмотря на неоднократные специальные поиски. Вероятно, вымер из-за разрушения природного места обитания вследствие выращивания хлопка в Ферганской долине. В то же время, наличие кормовых растений в типовой местности, не исключает возможность сохранения популяции вида. | 0 категория — Исчезнувший вид               | [ 11 ] [ 31 ] |
| Фотография сатира Гоффманна           | Сатир Гоффманна (Karanasa hoffmanni)                                  | Эндемик Узбекистана — окрестности перевала Кумбель (Туркестанский хребет). Населяет высокогорные щебенистые и мелкоземистые склоны в зоне лугостепей на высоте 3000—3200 метров над уровнем моря. Вид приурочен к злаковым растительным ассоциациям. Численность составляет около 10—20 особей за сезон, в отдельные годы встречаются единичные особи. Лимитирующие факторы: перевыпас. | 2 категория                                 | [ 32 ]        |
|                                       | Томарес каллимах (Tomares callimachus)                                | Хребет Каржантау, Нурата. Населяет ксерофитные разнотравные ассоциации на высотах 800—1100 метров над уровнем моря. Всегда вид был малочисленным, за последние десятилетия в большинстве мест своего обитания отмечались лишь единичные особи, в остальных — исчез. Численность сокращается вследствие уничтожения мест обитания в ходе хозяйственной деятельности человека. | 2 категория                                 | [ 32 ]        |
|                                       | Томирис (Euchloe tomyris)                                             | Массив Катта-Бесмель на хребте Бабатаг. Населяет крутые опустыненные глинистые обрывы на высотах 400—700 метров над уровнем моря. Численность низкая и в местной популяции достигает 10-20 учтенных особей за сезон, продолжает неуклонно сокращаться. Лимитирующие факторы: уничтожение природных мест обитания вида, уничтожение кормового растения гусениц — волноплодника Попова (Cymatocarpus popovi). | 1 категория                                 | [ 25 ]        |
|                                       | Червонец непарный (Lycaena dispar)                                    | На территории страны представлен подвидом Lycaena dispar rutila Wemeburg, 1864. Западный Тянь-Шань, Джизакская и Самаркандская области. Населяет равнинные и степные среднегорные увлажненные участки с богатой травянистой растительностью на высотах 500—1000 метров над уровнем моря, реже встречается в оазисах. На территории Узбекистана всегда был малочисленным, за последние десятилетия отмечается резкое сокращение численности до единичных особей. Популяция сокращается из-за уничтожение природных мест обитания в результате распашки целинных земель, проведения вырубки древесно-кустарниковой растительности, чрезмерного сенокоса. | 2 категория                                 | [ 28 ] [ 33 ] |
|                                       | Червонец эол (Lycaena aeolus)                                         | Туркестанский хребет. Населяет высокогорные щебнистые склоны в зоне разнотравных лугостепей на высотах 3000 — 3300 метров над уровнем моря. Численность составляет 10-20 особей за сезон, в некоторые годы встречаются лишь единичные экземпляры. Лимитирующие факторы: перевыпас. | 2 категория                                 | [ 28 ]        |
|                                       | Шашечница-акрея (Melitaea acraeina)                                   | Эндемик Узбекистана. Единственная популяция вида — в окрестностях поселка Акалтын (Андижанская область). Популяции у города Коканд и поселка Язъяван уничтожены в 1940-х годах. Первоначальные места обитания — туранговые тугайные леса у равнинных водоёмов — где вид сейчас вымер. Сейчас населяет агроландшафт по склонам коллекторов рядом с мелкими остатками тугайных рощ. Численность составляет до 1 имаго на 100 кв.м. и сокращается. Лимитирующие факторы: уничтожение тугайных лесов в результате хозяйственной деятельности, эндопаразитизм.                                                                                              | 1 категория                                 | [ 32 ]        |
|                                       | Хохлатка тугайная (Paragluphisia oxiana)                              | Поймы реки Сурхандарья у города Термез, пойса Амударья у города Турткуль, пойма Зеравшан у Самарканда, Бухары, Гиждувана. Населяет тугайные леса и рощи вдоль равнинных рек. Численность вида повсеместно низкая и продолжает неуклонно сокращаться. Известен лишь по малочисленным находкам. Численность сокращается вследствие уничтожения тугайных лесов в результате хозяйственной деятельности человека. | 2 категория                                 | [ 29 ]        |